# Вергеліс Арон Алтерович
Аро́н А́лтерович Верге́ліс (їд. אַהרון װערגעליס — Арон Вергеліс, 7 травня 1918, Любар Волинської губернії — 7 квітня 1999, Москва) — єврейський радянський прозаїк, поет, публіцист, редактор, громадський діяч. Писав на їдиші. В 1930 році разом з сім'єю переїхав до Біробіджана. Почав друкуватися в 1935 році, коли опублікував свої перші вірші в «Біробіджанер штерн». У 1940 закінчив літературний факультет Московського педагогічного інституту ім. Леніна.
Учасник Німецько-радянської війни. В роки війни — десантник, командир розвідвзводу, командир кулеметного взводу. Двічі був поранений. В кінці війни поселився в Москві, взяв участь в організації радіомовлення на їдиш з СРСР на зарубіжні країни та продовжував працювати в редакції радянського радіо на їдиш аж до її закриття.
В 1947–1949 рр. головний редактор альманаху «Геймланд», публікував вірші в газеті єврейського антифашистського комітету «Ейнікайт», член та секретар бюро єврейської секції Союзу письменників СРСР. У 1961 заснував журнал «Совєтіш геймланд» (Радянська батьківщина) і був його головним редактором до 1991 року. При всіх його політичних «заморочках», це був журнал талановитий, оригінальний і дуже якісний з точки зору мови та культури їдиш. Навколо журналу сформувалося коло авторів — прозаїків, поетів, літературних критиків, істориків, єврейських художників та музикантів. Вважав себе послідовником Іцика Фефера.
Після закриття «Совєтіш геймланд», який видавався на державні кошти, Вергеліс став видавцем та редактором журналу «Ді їдише гас» («Єврейська вулиця», 1992-98).
Арон Вергеліс — автор хрестоматії для початкових шкіл на їдиш в Радянському Союзі «Лейєн-бух фар шілер фун дер онфанг-шул» (Хабаровськ, 1989).
Вергеліс — лірик, оспівує боротьбу людини за перетворення життя і природи. Одна з основних тем творчості письменника — Німецько-радянська війна.
Вергеліс писав прозу і критичні статті з проблем єврейської літератури. Багато праць віддав підготовці молодої зміни єврейських письменників.
Входив до Антисіоністського комітету радянської громадськості. Нагороджений Орденом «Знак Пошани». Тесть А. А. Вергеліса — письменник Валентин Петрович Катаєв.

## Твори
Поеми
- «Бам квал» («Біля джерела», 1940)
- «Пісня про Йосипа Бумагіна» (1947)
- «Пісня про благодатну працю» (1948)
- «Космічна поема» (1962)
- «Говорю з тобою, Америко» (1962)
- «Початок та кінець» (1963)
- «Друга зустріч» (1961)
- «Фун алеф біз тоф» («Від А до Я», 1970)
- «Цойберганг» («Чарівництво», 1985, 1989)

Романи
- «Ді цайт» («Час», 1981)
- «Дер хітер ба ді тойєрн» («Сторож біля воріт», 1987)

Нариси мандрівок
- «Райзес» («Мандри», 1976)
- «16 країн, включаючи Монако» (російською мовою, 1979, 1982, 1990)

Збірники публіцистики
- «А ворт афн орт» («Влучне слово», 1982, 1984)

Інші твори
- Birobidzhan, a kant, a vayter un Noenter; Verk fun Sovetishe Yidishe Shrayber. by Vergelis, Aaron, Farlag «Sovyetski Pisatel» Moscow 1984
- Романси та єврейські пісні. Для голоса та фортепіано. Москва. Сов. Композитор. 1987